# Precision Air

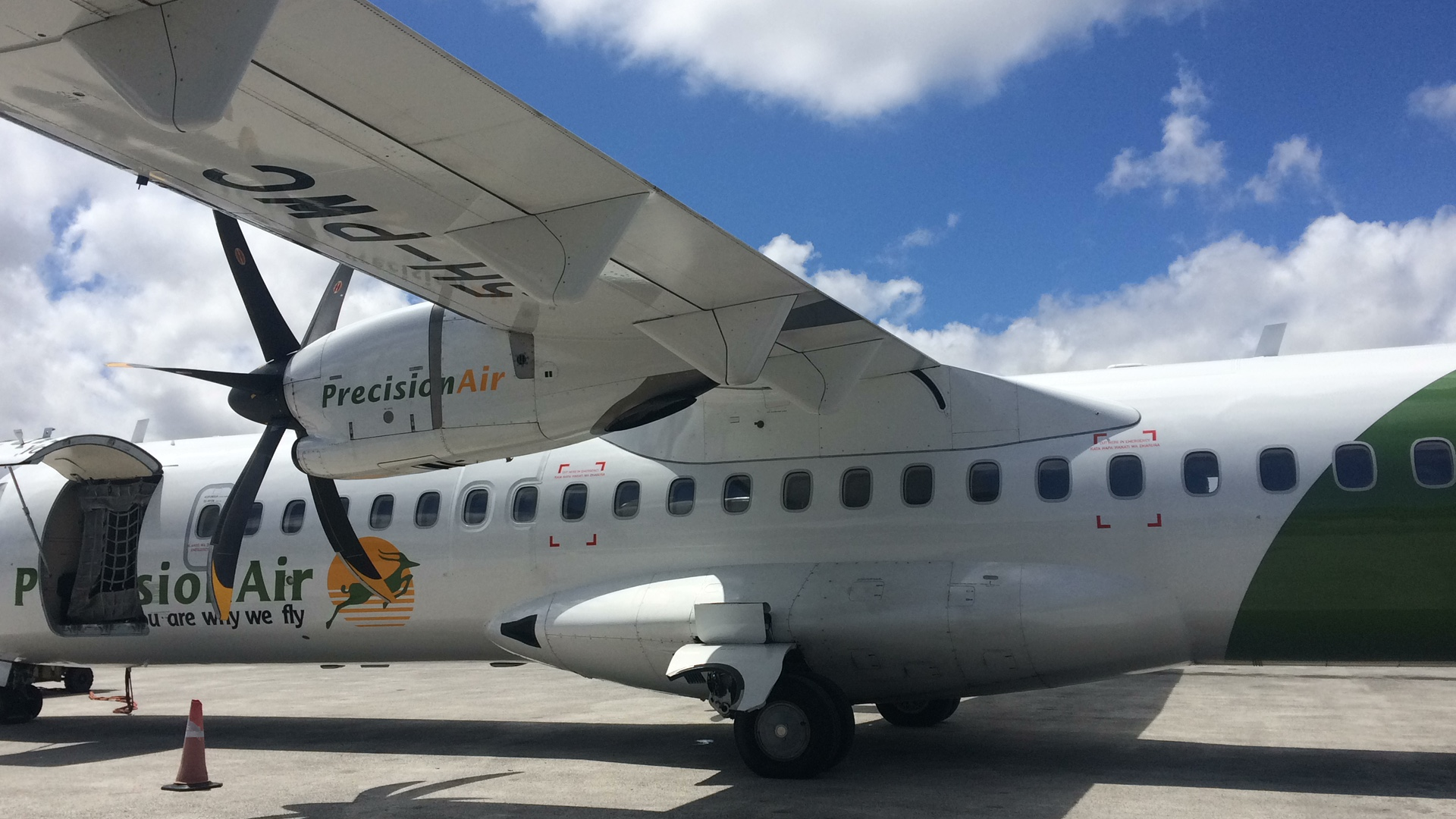
Appareil assurant la liaison entre Mwanza et Kilimandjaro.

Precision Air (code AITA PW) est une compagnie aérienne privée de Tanzanie créée en 1993.
La compagnie figure sur la liste des transporteurs aériens interdits dans l'Union européenne.

## Histoire
Elle a commencé ses opérations en 1994 avec un Piper 5 places de type Aztec, vers le parc national du Serengeti, le cratère du Ngorongoro, l'archipel de Zanzibar, à partir d'Arusha. Elle s'est développée en effectuant des vols réguliers avec un Cessna 207 (7 places), un Cessna 402 (7 places), deux Cessna 404 (11 places) et un LET 410 (19 places) avant d'employer des ATR. Son siège est installé à Dar es Salaam. En mai 2009, l'aviation civile tanzanienne lui accorde une licence. En 2003, Kenya Airways fait l'acquisition de 49 % des parts, laissant le restant 51 % à un homme d'affaires tanzanien, devenant ainsi une compagnie régionale moderne. Elle a transporté 465 349 passagers en 2007-2008 et 538 305 l'année fiscale suivante. Elle envisage de transporter plus de 800 000 passagers en mars 2011.
En 2009, la compagnie ferme la route Dar es Salaam-Tabora pour conditions défavorables, mais la rouvre en mai 2015 après rénovation de l'aéroport de Tabora.
En 2011, Precision Air fait une entrée en bourse décevante, ne parvenant à lever que 7,4 millions des 17,4 millions de dollars espérés. Appartenant à 49 % à Kenya Airways et à 51 % à un groupe d'actionnaires fédérés par l'homme d'affaires Michael Shirima, le capital est redistribué : 34,13 % pour Kenya Airways, 35,52 % pour Michael Shirima, et 30,35 % pour le public.
En novembre 2012, Precision Air fait l'acquisition de 5 nouveaux ATR, portant le total de la compagnie à 14 ATR.
En 2013, Precision Air accuse des pertes de 18,9 millions de dollars.
En février 2015, l'entreprise annonce un déficit de 6,5 millions de dollars sur l'exercice 2014. Fin 2014, elle faisait appel à une firme de consultants basée à Dubaï pour trouver des bailleurs de fonds internationaux.

## Flotte
- 1 ATR 42-500
- 2 ATR 42-600
- 5 ATR 72-500[7].

## Destinations
- Tanzanie, Dar es Salam
- Tanzanie, Kilimanjaro
- Tanzanie, Zanzibar
- Tanzanie, Mwanza
- Tanzanie, Musoma
- Tanzanie, Arusha
- Tanzanie, Bukoba
- Tanzanie, Kigoma
- Tanzanie, Mtwara
- Kenya, Mombasa
- Kenya, Nairobi
- Ouganda, Entebbe
- Zambie, Lusaka
- République démocratique du Congo, Lubumbashi
- Comores

## Direction
- Sauda Rajab : CEO

## Accident
- Vol Precision Air 494